# Xavier Borràs
Xavier Borràs Calvo (Barcelona, 25 de diciembre de 1956-Vall de Bas, La Garrocha, Gerona, 25 de abril de 2025) fue un escritor, traductor y periodista español, independiente e independentista catalán. 

## Biografía
Licenciado en Periodismo, profesor de dicción, autor de diversos libros (algunos de los cuales galardonados con varios premios literarios), fue director de la revista El Llamp y de la revista Userda. Como periodista también trabajó en Tele/eXprés, Canigó, Diario de Barcelona (como jefe del Dominical), Catalunya Ràdio, La Marxa de Catalunya y El Triangle.
Fie cofundador de Socors Català y del Moviment Ecologista Català y militó en Nacionalistes d'Esquerra y en Els Verds-Alternativa Verda; fue miembro de Reagrupament y de la Asamblea Nacional Catalana.
Mantuvo el blog Bandera Negra —premiado el 2004 como mejor blog en catalán y considerado uno de los 200 de la catosfera— y es coordinador del web Opinió Nacional del Grup Nació Digital.
Desde el 14 de abril de 2008 dirigió la nueva publicación periódica digital ecologista Ecodiari.

## Obra publicada
- 1976: Publicación de poemas en el Gespa Price.
- 1979: Publicación de poemas en Tres Tombs.
- 1984: Tríptic de Safo (poesa/música/grabados; edición de bibliófilo, El Llamp).
- 1985: Manduca atòmica, l'última teca (nouvelle, Editorial Laia).
- 1986: Transfutur (nouvelle, El Llamp, Barcelona).
- 1986: Octubre pinta negre (nouvelle, Tres i Quatre, Valencia).
- 1987: Joan Oliver tal com raja (ensayo, El Llamp).
- 1989: Mare màquina (nouvelle, Laia).
- 1990: Desert (nouvelle, Editorial Columna).
- 1997: Les set fogueres de Sant Joan (narrativa juvenil, La Galera).
- 2000: Suite gandesana (poesía, edición del autor).
- 2005: Les reixes de Cundi (cuento infantil, Edebé).

## Premios
- 1974: Premio de poesía de la Unió de la Terra, Barcelona.
- 1980: Premio Joan Barceló de poesía para inéditos.
- 1981: Premio Joan Barceló de poesía para inéditos.
- 1984: Premio L'Odissea de narraciones gastronómicas.
- 1985: Premio Inflable de narraciones eróticas.
- 1986: Premio Ciutat de Sedaví de novela negra.
- 1987: Finalista del premio El Vaixell de Vapor de narración infantil.
- 1988: Premio de narrativa breve de las XX Festes Pompeu Fabra.
- 1989: Premio Vila de Sant Boi de novela
- 1996: Finalista del premio Josep-Maria Folch i Torres.
- 2001: Premio Ramon Ferrando Adell de poesía.